# Ки (Горња Саона)
Ки (фр. Cult) је насељено место у Француској у региону Франш-Конте, у департману Горња Саона.
По подацима из 2011. године у општини је живело 230 становника, а густина насељености је износила 33,43 становника/km².

## Демографија
| 1962. | 1968. | 1975. | 1982. | 1990. | 2011. |
| ----- | ----- | ----- | ----- | ----- | ----- |
| 154   | 162   | 156   | 133   | 13    | 230   |